# William Farish
William Farish (n. 1759 - d. 1837) a fost un om de știință englez, cu contribuții în domeniul chimiei.
În 1820 a aplicat o axometrie proiecției ortogonale, în variantă izometrică, adică metoda de a reprezenta în plan, prin proiecție paralelă a obiectelor spațiale, raportat la un sistem de coordonate carteziene.
1. 1 2  William Farish, Biodiversity Heritage Library, accesat în 9 octombrie 2017
2. 1 2  William Farish (chemist), SNAC, accesat în 9 octombrie 2017
3. 1 2  William Farish, British Museum person-institution thesaurus[*]
4. 1 2  William Farish, Lord Byron and his Times, accesat în 9 octombrie 2017
5. 1 2 3 4   https://www.geni.com/people/Prof-William-Farish/6000000012181633002 Lipsește sau este vid: |title= (ajutor)